# Condylostylus congensis
Condylostylus congensis är en tvåvingeart som beskrevs av Charles Howard Curran 1927. Condylostylus congensis ingår i släktet Condylostylus och familjen styltflugor. Inga underarter finns listade i Catalogue of Life.